# Brandon Hargest
Brandon Allen Hargest (ur. 17 marca 1987 w Durham) – amerykański piosenkarz, były członek zespołu Jump5. 
Aktualnie razem z siostrą Brittany tworzy duet Guest. Wspólnie nagrali trzy piosenki: Perfect, Cover My Eyes i Final Straw. Oprócz tego Hargest jest menedżerem artystycznym zespołu pureNRG.
Mieszka w Nashville, w Tennessee, na przedmieściu Franklin.